# 拉韦奥
拉韦奥（義大利語：Raveo），是意大利乌迪内省的一个市镇。总面积12.63平方公里，人口497人，人口密度39.4人/平方公里（2009年）。ISTAT代码为030089。